# 夏耕
夏耕（1957年1月10日—），男，汉族，黑龙江五常人。中华人民共和国政治人物。1975年3月参加工作，1984年12月加入中国共产党。
南京大学经济系经济管理专业本科毕业，南京师范大学与澳大利亚麦考瑞大学合办研究生班经济学硕士学位，北京大学经济学院政治经济学专业经济学博士学位。

## 经历
1975年3月，任江苏省南京市金属轧制厂工人。1978年12月，进入南京大学经济系经济管理专业学习。
1981年7月，任江苏省计经委综合处科员、副科长、科长。1987年3月，任江苏省计经委综合处副处长。1991年3月，任江苏省计经委综合处处长。1993年1月，任江苏省生产调度办公室副主任（正处级）（期间1993年9月－1995年7月，在南京大学国际商学院研究生班经济管理专业学习）。1995年8月，任江苏省计经委副主任、党组成员。
1996年1月，任江苏省人民政府副秘书长。1996年9月，任中共连云港市委副书记、代市长（1997年3月当选市长）。
2000年1月，任中共日照市委副书记、代市长（同年2月当选市长）。2001年6月，任中共日照市委书记。
2002年12月，任中共青岛市委副书记、副市长。2003年1月，任中共青岛市委副书记、代市长、市长。
2011年11月，任山东省人民政府副省长、省人民政府党组成员。2013年2月，任山东省副省长、省政府党组副书记。
2017年2月，辞去山东省副省长职务，当选为山东省人大常委会副主任。